# Science des réseaux

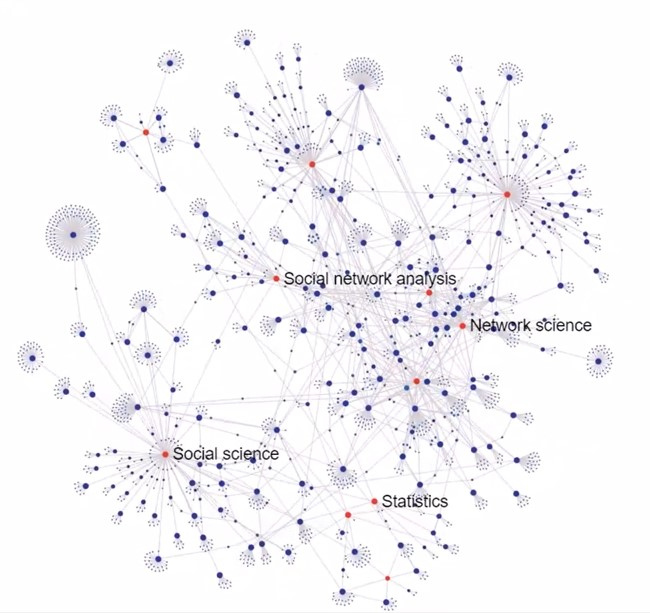
Les liens de la network science

La Science des Réseaux, ou Network Science, est une discipline scientifique émergente qui se donne pour objet l'étude des relations, liens et interconnexions entre les choses, et non les choses en elles-mêmes. Champ interdisciplinaire de recherche, elle s'applique en physique, biologie, épidémiologie, science de l'information, science cognitive et réseaux sociaux. Elle vise à découvrir des propriétés communes au comportement de ces réseaux hétérogènes via la construction d'algorithmes et d'outils. Instituée en 2007 aux États-Unis en tant que discipline autonome, le National Research Council définit la Science des Réseaux comme un "savoir organisé à propos des réseaux, basé sur leur étude scientifique".

### Domaines connexes
- Analyse des réseaux sociaux
- Système multi-agents
- Analyse systémique